# Czarne (powiat gołdapski)
Czarne – wieś w Polsce położona w województwie warmińsko-mazurskim, w powiecie gołdapskim, w gminie Dubeninki.
W latach 1975–1998 miejscowość należała administracyjnie do województwa suwalskiego.